# Keams Canyon
Keams Canyon (Hopi: Pongsikya o Pongsikvi; navaho Lókʼaaʼdeeshjin) és una concentració de població designada pel cens dels Estats Units a l'estat d'Arizona. Segons el cens del 2000 tenia 260 habitants.

## Demografia
Segons el cens del 2000, Keams Canyon tenia 260 habitants, 74 habitatges, i 44 famílies La densitat de població era de 10,8 habitants/km². La distribució per races era 89,62%  amerindis, 7,69% blancs i 0,38% afroamericà. Els  hispànics de qualsevol raça eren l'1,92% de la població.
Dels 74 habitatges en un 32,4% hi vivien nens de menys de 18 anys, en un 32,4% hi vivien parelles casades, en un 20,3% dones solteres, i en un 39,2% no eren unitats familiars. En el 33,8% dels habitatges hi vivien persones soles el 33,8% de les quals corresponia a persones de 65 anys o més que vivien soles. El nombre mitjà de persones vivint en cada habitatge era de 2,72 i el nombre mitjà de persones que vivien en cada família era de 3,56.
Per edats la població es repartia de la següent manera: un 23,8% tenia menys de 18 anys, un 10,4% entre 18 i 24, un 35,8% entre 25 i 44, un 26,5% de 45 a 60 i un 3,5% 65 anys o més.
L'edat mediana era de 34 anys. Per cada 100 dones de 18 o més anys hi havia 135,7 homes.
La renda mediana per habitatge era de 35.694 $ i la renda mediana per família de 36.111 $. Els homes tenien una renda mediana de 28.889 $ mentre que les dones 35.272 $. La renda per capita de la població era de 14.619 $. Aproximadament el 10,5% de les famílies i el 23,4% de la població estaven per davall del llindar de pobresa.

## Poblacions més properes
El següent diagrama mostra les poblacions més properes.